# Oliveirinha
Oliveirinha es una freguesia portuguesa del concelho de Aveiro, con 13,66 km² de superficie y 4.780 habitantes (2001). Su densidad de población es de 349,9 hab/km².